# 速水もこみち
速水 もこみち（はやみ もこみち、1984年〈昭和59年〉8月10日 -）は、日本の俳優、YouTuber。東京都渋谷区出身、研音所属。妻は平山あや。

## 略歴
2002年、『逮捕しちゃうぞ』にて俳優デビュー。2003年、映画『劇場版 仮面ライダー555 パラダイス・ロスト』に出演。2005年、ドラマ『ごくせん』でブレイク。日清食品のラーメン「日清健多郎」の広告では、初の主役を務める。
2006年、第30回エランドール賞新人賞を受賞。映画『ラフ ROUGH』では長澤まさみと共に映画初主演、第30回日本アカデミー賞新人俳優賞受賞。ドラマ『レガッタ〜君といた永遠〜』にて連続ドラマ初主演。2007年、第18回日本ジュエリーベストドレッサー賞受賞（男性部門）。リリー・フランキー原作のドラマ『東京タワー〜オカンとボクと、時々、オトン〜』（フジテレビ）にて月9初主演。
2008年、フジテレビ系連続ドラマ『絶対彼氏〜完全無欠の恋人ロボット〜』、日本テレビ系連続ドラマ『オー!マイ・ガール!!』に主演。
2011年4月より『ZIP!』にて、自身が出演する料理コーナー「MOCO'Sキッチン」が放送開始。
2013年からTBS版の浅見光彦シリーズにおいて、浅見光彦役を沢村一樹から引き継いだ。
2019年3月をもって、「MOCO'Sキッチン」が放送終了。
2019年6月、YouTubeチャンネル「M‘s TABLE」を開設し、YouTuberとしての活動を開始。
2019年8月8日、平山あやとの結婚を発表。

## 人物

### 名前・家族
- 名前の「もこみち」は本名[8][9]。父親の命名で[9]「真っ直ぐな道」という意味である[8][9]。「みち」は日本語の「道」[8]、「もこ」は外国語で「真っすぐ」という意味だというが[8]、どこの国の言葉なのかはもこみち本人も知らないと述べている[8]。
- 弟の表久禎は、かつて俵尚希という芸名で芸能活動を行っていた[10]。

### 趣味・特技
- 特技は料理[2]。趣味は音楽鑑賞、釣り[2]。

スポーツは、小学校時代はバスケ部、中学校では最初バスケ部に入部したが、友達の多いサッカー部に転部し、ポジションはゴールキーパー。区大会優勝経験もある。
マイカーでは、トヨタ・ノアを好み、乗り降りのしやすさ、家族にうれしい機能にこだわっている。ナンバーは「2525」(ニコニコの語呂合わせ)。好きな家電メーカーは東芝。
アメリカンコミックのフィギュアが好きで、3000体ほどコレクションしている。

#### 料理
幼少時に兄がカルボナーラを調理する後ろ姿を見てカッコイイと思い、小学生時代に「料理ができる男はモテる」と聞いて料理を始める。
2010年にレシピ本『速水もこみちが作る50の料理 きみと食べたら、きっと美味しい。』を出版。
前述の通り、2011年4月から2019年3月までの8年間『ZIP!』にて料理コーナー「MOCO'Sキッチン」を担当していた。同コーナーではオリーブオイルを大いに好み、著書でエクストラヴァージンオリーブオイルの銘柄を紹介したり、番組出演時にはオリーブオイルを使う料理を多数披露していた。
2019年3月をもって「MOCO'Sキッチン」は終了したが、同年9月26日にYouTubeチャンネル『M's TABLE by Mocomichi Hayami』を開設し、YouTube上に活動の場を移して料理番組を引き続き担当することとなった。
2013年、レシピ本『MOCO'Sキッチン』がフランスのグルマン世界料理本大賞の日本料理部門でグランプリを受賞した。
2015年、キッチンブランド「MOCOMICHI HAYAMI」をプロデュース。2017年3月からは株式会社にんべんのアンバサダーとして商品開発にも携わっている。
2020年7月に行われ、300人が投票に参加した「料理が上手そうな俳優ランキング」では、高橋一生や木村拓哉らを凌ぎ1位を獲得した。

#### スニーカーペイント
2020年5月から自身のインスタグラムにスニーカーペイントを公開。オリジナルデザインのスニーカーに絶賛の声が相次いで寄せられている。

#### その他
子供の頃からモテていたが、高校時代が最もモテた。学校帰りに渋谷の街を歩いていると、頻繁に女性グループに逆ナンパされたと語っている。

## 出演
太字は主要登場人物。

### テレビドラマ
- 逮捕しちゃうぞ（2002年10月17日 - 12月12日、テレビ朝日・AVEC） - 佐伯もこみち 役
- モーニング娘。サスペンスドラマスペシャル『おれがあいつであいつがおれで』（2002年12月28日、TBS） - 山本弘 役
- ぼくの魔法使い（2003年4月19日 - 7月5日、日本テレビ） - モコミチ 役
- ヤンキー母校に帰る（2003年10月10日 - 12月12日、TBS） - 二戸秀雄 役
- ホットマン パート1（2003年4月10日 - 6月19日、TBS） - 佐伯尚幸 役
  - ホットマン '04春スペシャル（2004年4月14日）
- アフリカのツメ（2004年4月8日 - 2005年3月31日、読売テレビ） - 池谷綿八 役
- 東京湾景 〜Destiny of Love〜（2004年7月5日 - 9月13日、フジテレビ） - 小山ヒロシ 役
- ごくせん（第2シリーズ）（2005年1月15日 - 3月19日、日本テレビ） - 土屋光 役
- 雨と夢のあとに（2005年4月15日 - 6月17日、テレビ朝日） - 早川北斗 役
- 電車男（2005年7月7日 - 9月22日、フジテレビ） - 青山啓介 役
  - 電車男特別編（2005年10月6日）
- ブラザー☆ビート（2005年10月13日 - 12月22日、TBS） - 桜井陸 役
- 輪舞曲 -RONDO-（2006年1月15日 - 3月26日、TBS） - 風間龍吾 役
- てるてるあした 第10話（2006年6月16日、テレビ朝日） - 謎の男
- レガッタ〜君といた永遠〜（2006年7月14日 - 9月8日、 ABC・テレビ朝日） - 大沢誠 役
- 東京タワー 〜オカンとボクと、時々、オトン〜（2007年1月8日 - 3月19日、フジテレビ） - 中川雅也 役
- どうぶつ119（2007年6月30日、日本テレビ） - 仲代光也 役
- 女帝 第8話（→2007年8月31日、ABC・テレビ朝日） - 白鳥タクヤ）
- 働きマン（2007年10月10日 - 12月19日、日本テレビ） - 田中邦男 役
- 絶対彼氏〜完全無欠の恋人ロボット〜（2008年4月15日 - 6月24日、フジテレビ） - 主演・天城ナイト 役
  - 絶対彼氏〜完全無欠の恋人ロボット〜 最終章SP（2009年3月24日）
- オー!マイ・ガール!!（2008年10月14日 - 12月9日、日本テレビ） - 主演・山下耕太郎 役
- こちら葛飾区亀有公園前派出所（2009年8月1日 - 9月26日、TBS） - 中川圭一 役
- 伝説の刑事 〜あの重大事件の舞台裏〜（2009年12月21日、テレビ東京） - 番組案内人 役
- 柳生武芸帳（2010年1月2日、テレビ東京） - 柳生又十郎 役
- ドラマ10 芸能社（2010年4月6日 - 、NHK総合） - 葉山健介 役
- 新参者 第9話 - 最終話（2010年6月13日・6月20日、TBS） - 岸田克哉 役
- 警視庁失踪人捜査課 第4話（2010年5月7日、テレビ朝日） - 宮沢良雄 役
- ハンマーセッション!（2010年7月10日 - 9月18日、TBS） - 音羽4号/蜂須賀悟郎 役
- リバウンド（2011年4月27日 - 6月29日、日本テレビ） - 今井太一 役
- この世界の片隅に（2011年8月5日、日本テレビ） - 水原哲 役
- 使命と魂のリミット（2011年11月5日・12日、NHK総合） - 直井穣治 役
- ナサケの女〜国税局査察官〜 スペシャル（2012年2月4日、テレビ朝日） - 万城野駿 役
- 放課後はミステリーとともに（2012年4月23日 - 6月25日、TBS） - 石崎浩見 役
- 宮部みゆき・4週連続 “極上”ミステリー 第1夜 理由（2012年5月7日、TBS） - 八代裕二 役
- 連続テレビ小説 純と愛（2012年10月1日 - 2013年3月30日、NHK総合） - 狩野正 役
- 月曜ゴールデン内田康夫サスペンス浅見光彦シリーズ 第32作 - 第35作（2013年2月25日・9月16日、2014年11月17日・2016年3月28日、TBS） - 浅見光彦 役 ※3代目
- 人生がときめく片づけの魔法（2013年9月27日、日本テレビ） - 筑波努 役
- オリンピックの身代金（2013年11月30日 - 12月1日、テレビ朝日） - 須賀忠 役
- 大河ドラマ 軍師官兵衛（2014年1月5日－2014年12月21日、NHK総合） - 母里太兵衛 役
- 緊急取調室シリーズ（テレビ朝日）  
  - 緊急取調室（2014年1月9日 - 3月13日） - 渡辺鉄次 役
  - ドラマスペシャル 緊急取調室（2015年9月27日） - 渡辺鉄次 役
  - 緊急取調室 SECOND SEASON（2017年4月20日 - 6月15日） - 渡辺鉄次 役
  - 緊急取調室 THIRD SEASON（2019年4月11日 - 6月20日） - 渡辺鉄次 役[20]
  - 緊急取調室 FORTH SEASON（2021年7月8日 - 9月16日）[21]
  - 新春ドラマスペシャル「緊急取調室 特別招集 2022 8億円のお年玉」（2022年1月3日）[22]
  - 緊急取調室 FIFTH SEASON（2025年10月〈予定〉 - ）[23]
- もこみちのMIDNIGHT KITCHEN（2014年2月27日 - 3月20日、日本テレビ） - 主演・本人 役
- 奇跡の教室（2014年6月28日、日本テレビ） - 西川久 役
- 地獄先生ぬ〜べ〜（2014年10月11日 - 12月13日、日本テレビ） - 玉藻京介 役
- 37.5℃の涙（2015年7月9日 - 9月15日、TBS・木曜ドラマ劇場） - 篠原健介 役
- 5→9 〜私に恋したお坊さん〜（2015年10月12日 - 12月14日、フジテレビ） - 木村アーサー 役[24]
- 特集ドラマ 最後の贈り物（2016年5月3日、NHK総合） - 道尾遥貴 役
- はじめまして、愛しています。（2016年7月14日 - 9月15日、テレビ朝日） - 梅田巧 役[25]
- 本日は、お日柄もよく（2017年1月14日 - 2月4日、WOWOW） - 和田日馬足 役[26][27]
- 東京タラレバ娘 第5話・第6話（2017年2月15日・22日、日本テレビ） - 奥田優一 役[28]
- ザ・ブラックカンパニー（2018年8月21日 - 9月15日、フジテレビ） - 尾関克也 役[29][30][31]
- リーガルV〜元弁護士・小鳥遊翔子〜 第8話・最終話（2018年12月6日・13日、テレビ朝日） - 大峰聡 役
- この男は人生最大の過ちです（2020年1月19日 - 3月22日、ABC） - 主演・天城恭一 役[32]
- バイプレイヤーズ 〜名脇役の森の100日間〜 第10話 （2021年3月12日、テレビ東京） -  速水もこみち (本人) 役
- 結婚できないにはワケがある。（2021年4月18日 - 6月20日、ABC・tvk） - 主演・富澤光央 役[33]
- もしも、イケメンだけの高校があったら（2022年1月15日 - 3月19日、テレビ朝日） - 風間勇気 役[34]
- 監察医 朝顔 2022スペシャル（2022年9月26日、フジテレビ） - 鈴井賢介 役[35]
- ファーストペンギン! 第3話・第4話（2022年10月19日・26日、日本テレビ） - 流山 役[36]

### ウェブドラマ
- ラブコネクター 〜恋愛工作人〜（Bee TV：2009年7月1日配信スタート/木・日曜更新、ドリマックステレビジョン） - 曳地優 役
- 横浜エイティーズ - 前田裕司 役

### 映画
- 劇場版 仮面ライダー555 パラダイス・ロスト（水原）
- ラフ ROUGH（主演・大和圭介）※W主演：長澤まさみ
- ごくせん THE MOVIE（土屋光）
- こちら葛飾区亀有公園前派出所 THE MOVIE 勝どき橋を封鎖せよ!（中川圭一）
- 海月姫（花森よしお）
- となりの怪物くん（三沢満善）[37]
- Bの戦場（久世）[38]
- 劇場版「緊急取調室 THE FINAL」（渡辺鉄次）[39]

### バラエティ
- アフリカのツメ（2004年4月 - 2005年3月、読売テレビ・日本テレビ）
- ニンゲン観察バラエティ モニタリング（2014年2月27日 -、TBS） - 「ニッポン全国総モニタリング計画」コーナー
- 土曜バラエティ 速水もこみち、定食はじめました（2020年1月25日、テレビ東京）
- 速水もこみちの食材探求ロードムービー「頂!キッチン」（2022年4月9日 - 、ABCテレビ）[40]
- 速水もこみちのてくてくひとり旅（2022年10月11日 - 11月8日 、BSJapanext）

### ドキュメンタリー
- テレビ東京開局45周年記念番組 「速水もこみち 世界のピラミッドに登る! 7つの海を越えたピラミッド〜ピラミッドの正体は海底にあった!〜」（2008年9月17日、テレビ東京）- レポーター
- 速水もこみち イタリア食紀行（2012年1月28日、BSジャパン）
- 日中国交正常化40周年特別番組 日中共同制作「はるかなるシルクロード鉄道〜中国横断2600キロの旅〜」（2012年2月12日、BS朝日）
- 日中共同制作「パンダの故郷美しき九寨溝〜速水もこみち中国・世界遺産の旅〜」（2016年2月20日、BS朝日）[41]

### 情報番組
- ZIP!（2011年4月1日 - 2019年3月29日 、日本テレビ） - 「MOCO'Sキッチン」担当
  - ZIP! MOCO'Sキッチン in スペイン（2013年2月24日、日本テレビ）
  - MOCO'Sキッチン in ハワイSP完全版（2015年3月3日、BS日テレ）

### WEB番組
- ガチャピンちゃんねる（2019年11月16日 -  、YouTube） - 「もこガチャムクキッチン」担当

### テレビアニメ
- ドラえもん（2006年、テレビ朝日） - 本人役でカメオ出演

### 広告
- 韓国バスキン・ロビンス
- P&G『VIDAL SASSOON』
- 日清食品『日清健多郎』（2005年 - 2006年）
- ダイハツ工業『タント カスタム』（2005年 - 2007年）
- ブルボン『プチシリーズ』（2005年 - 2008年）
- サントリー（2005年 - 2010年）
- ライオン『Ban』（2006年）
- ANA（2006年 - 2008年）
- 明治安田生命（2006年 - 2008年）
- EDWIN『EDWIN 503』（2006年 - 2010年）
- au（2006年 - 2007年）
- リクルートホールディングス『フロム・エー・ナビ』（2007年 - 2008年）
- 伊藤ハム『アルトバイエルン』（2008年 - 2010年）
- ウィルコム「サービス告知」「キャンペーン告知」（2011年 - 2012年）
- 森永乳業『クラフト パルメザンチーズ』（2012年3月 - 2015年3月）
- ほけんの窓口（2012年4月 - 2020年3月）
- エースコック『スープはるさめ』（2012年） - NEWペーター役
- プロクター・アンド・ギャンブル『ヘア レシピ』（2015年）[42]
- 日清食品『出前一丁』（2015年） - 出前坊や 役[43]
- キリンチューハイ「ビターズ」（2016年）[44][45]
  - 「女性社員」篇 共/水野美紀、坂井真紀、酒井美紀、カルーセル麻紀
  - 「後輩」篇
- メキシコ産アボカド生産輸出協会 「メキシコ産アボカド」
- ニベア花王「ニベアメン アクティブエイジ」（2024年）[46]

### ミュージック・ビデオ
- EXILE『優しい光』（2009年）

### イベント
- MTV VIDEO MUSIC AWARDS JAPAN 2006（久本雅美とMCを担当）
- オービィ横浜 シアター23.4『マジック・オブ・イエローストーン』（2014年12月 - ） - ナレーション

## 書籍

### 写真集
- MOCO―MOCOMICHI HAYAMI 2003 PHOTO CALENDAR BOOK（2002年11月11日）ISBN 978-4-7648-1979-5
- mocomichi 太陽の季節―速水もこみち写真集（2004年、海王社）ISBN 978-4-8772-4098-1
- STRAIGHT! 速水もこみち責任編集本（2005年9月16日）ISBN 978-4-8401-1414-1
- MOCOMICHI 速水もこみち Photo&Talk Book（2006年、小学館）ISBN 978-4-0936-3706-0

### レシピ本
- 速水もこみちが作る50のレシピ きみと食べたら、きっと美味しい。（2010年7月）ISBN 978-4-8387-2133-7）
- MOCO飯 きみを笑顔にする料理（2011年5月19日）ISBN 978-4-8387-2257-0
- MOCO'Sキッチン
  - Vol.1（2011年9月26日）ISBN 978-4-8203-0077-9
  - Vol.2（2011年12月12日）ISBN 978-4-8203-0086-1
  - Vol.3（2012年3月7日）ISBN 978-4-8203-0094-6
  - Vol.4（2012年6月25日）ISBN 978-4-8203-0100-4
  - Vol.5（2012年9月24日）ISBN 978-4-8203-0105-9
  - OTSUMAMI おつまみ（2012年11月19日）ISBN 978-4-8203-0109-7※Vol.1からVol.4のおつまみレシピ集。
  - PASTA&SALAD パスタ&サラダ（2012年11月19日）ISBN 978-4-8203-0108-0※Vol.1からVol.4のパスタ&サラダレシピ集。
  - Vol.6（2013年1月9日）ISBN 978-4-8203-0115-8
  - Vol.7（2013年3月25日）ISBN 978-4-8203-0123-3
  - Vol.8（2013年7月1日）ISBN 978-4-8203-0131-8
  - 新レシピコレクション vol.1（2013年11月19日）ISBN 978-4-05-800180-6
  - 新レシピコレクション vol.2（2014年3月11日）ISBN 978-4-05-800248-3
  - 新レシピコレクション vol.3（2014年7月22日）ISBN 978-4-05-800321-3
  - 新レシピコレクション vol.4（2014年11月25日）ISBN 978-4-05-800408-1
  - LOVE MEAT（2016年3月29日）ISBN 978-4-8356-2584-3
  - LOVE GOHAN（2017年3月31日）ISBN 978-4-8356-3266-7
  - LOVE PIZZA & BREAD　最高に美味しいピッツァ＆パンの人気レシピ（2018年3月23日）ISBN 978-4-8356-3447-0
- トラットリアMOCO きみと食べたいイタリアン（2012年4月）ISBN 978-4-8387-2419-2
- 小豆島のオリーブ農家、井上誠耕園のカラダにおいしいオリーブオイル・レシピ（2012年12月、主婦の友社）ISBN 978-4-07-285646-8
- お弁当バイブル by 速水もこみち （2018年10月16日、プレジデント社）ISBN 978-4-8334-5136-9
- 完食!おうちごはん もこガチャムクキッチン（著：もこガチャムクキッチン編集部、2021年4月30日、扶桑社）

## 映像作品
| 発売日         | タイトル                | 規格品番   | メーカー           | 備考                    |
| -------------- | ----------------------- | ---------- | ------------------ | ----------------------- |
| 2005年2月25日  | mocomichi〜太陽の季節〜 | KODV-1     | ぶんか社           |                         |
| 2007年12月21日 | Hang out in NY          | PCBP-11584 | ポニーキャニオン   |                         |
| 2012年3月7日   | MOCO'Sキッチン Vol.1    | VPBF-13673 |                    | 本編49分 + 特典映像50分 |
| 2012年9月26日  | MOCO'Sキッチン Vol.2    | VPBF-13674 | 収録時間 : 約100分 |                         |